# Medaglia presidenziale di distinzione
La medaglia presidenziale di distinzione (o più semplicemente medaglia presidenziale, in ebraico עיטור נשיא מדינת ישראל‎?) è la più alta onorificenza civile conferita in Israele. Fu consegnata per la prima volta il 1º marzo 2012 a Gerusalemme dal presidente di Israele Shimon Peres, che la conferì a cinque persone e un'organizzazione "che hanno dato un contributo eccezionale allo Stato di Israele o all'umanità, attraverso i loro talenti e servizi resi".
La medaglia presidenziale fu disegnata da Yossi Matityahu che si ispirò alla medaglia della Legion d'onore francese. Ricorda anche alla Medaglia presidenziale della libertà statunitense.